# Брітта Оппельт
Брітта Оппельт  (нім. Britta Oppelt, нар.5 липня 1978) — німецька веслувальниця, олімпійська медалістка.

## Виступи на Олімпіадах
| Олімпіада   | Дисципліна     | Місце  |
| ----------- | -------------- | ------ |
| Афіни 2004  | двійка парна   | Срібло |
| Пекін 2008  | четвірка парна | Бронза |
| Лондон 2012 | четвірка парна | Срібло |